# Чапчачи (Калмыкия)
Чапчачи — посёлок в Черноземельском районе Калмыкии. Входит в состав Нарынхудукского сельского муниципального образования.

## География
Посёлок находится в юго-восточной части республики, на расстоянии 38 км (по прямой) к северо-востоку от посёлка Комсомольский, административного центра района. Абсолютная высота — около 15 м ниже уровня моря.
Почвенный покров представлен бурыми почвами, имеются участки незакреплённых песков. Развиты формы мезо- и микрорельефа: в окрестностях имеются песчаные бугры и западины.

## История
Дата основания не установлена. На карте РККА 1941 года на месте современного посёлка отмечена полевая станция.

## Население
| 2002 | 2010 |
| ---- | ---- |
| 97   | ↗100 |

### Национальный состав
Согласно результатам переписи 2002 года, в национальной структуре населения рутульцы составляли 35 % из 97 чел., чеченцы — 27 %.